# Paquita la del Barrio
Francisca Viveros Barradas (Alto Lucero, Veracruz, 2 de abril de 1947-Xalapa, Veracruz, 17 de febrero de 2025),conocida artísticamente como Paquita la del Barrio, fue una cantante mexicana. Se especializó en el género de ranchera y otros estilos tradicionales de la música regional mexicana.

## Biografía y carrera

### Primeros años
Nació en Alto Lucero, Veracruz, el 2 de abril de 1947. Siendo aún una niña descubrió el talento que la haría famosa, ya que constantemente sus profesores la invitaban a cantar en los festivales de la escuela.[cita requerida] Cursó su educación académica solo hasta el grado de primaria.

### Primer matrimonio
A los 15 años, comenzó a trabajar en el Registro Civil de su pueblo, donde conoció a su primer esposo, Miguel Gerardo Martínez, tesorero de la Presidencia Municipal. Aunque era dieciocho años mayor que ella, contrajeron matrimonio y tuvieron dos hijos: Iván Miguel, nacido en 1968, y Javier, procreado en 1969. Tiempo después, descubrió que era un hombre casado y que tenía otra familia.
Frustrada y cansada de la vida que llevaba con su marido, decidió abandonarlo y deja encargados a sus hijos con su madre para poder seguir su sueño de ser cantante, por lo que emigró a Ciudad de México.[cita requerida]

### Las Golondrinasy segundo matrimonio
En 1979, llegó a la ciudad con su hermana Viola, con quien formó el dueto Las Golondrinas. Sus primeras presentaciones artísticas fueron en La Fogata Norteña, lugar donde conoció a su segundo esposo; Alfonso Martínez, con quien tuvo dos hijos: un par de gemelos que nacieron el 26 de diciembre de 1977 y murieron poco después de nacer, el 27 de diciembre. En 1979, adoptaron a Martha Elena, después de encontrarla en la puerta de su negocio.

### Consagración y vida posterior
Obtuvo notoriedad por sus canciones, en las que se expresó en contra de la cultura machista, lo que la hizo popular especialmente entre la audiencia femenina.
En 2021, contendió por una diputación local en el estado de Veracruz, representando al partido Movimiento Ciudadano.
El 1 de abril de 2023, dio su último concierto, en el Palenque de Texcoco, debido al deterioro en su salud.

## Muerte
Paquita murió repentinamente el 17 de febrero de 2025, en su casa ubicada en Xalapa, Veracruz.  Murió mientras dormía a causa de un infarto agudo al miocardio. Tenía 77 años. La noticia fue confirmada por su mánager y su nieta.

## Discografía

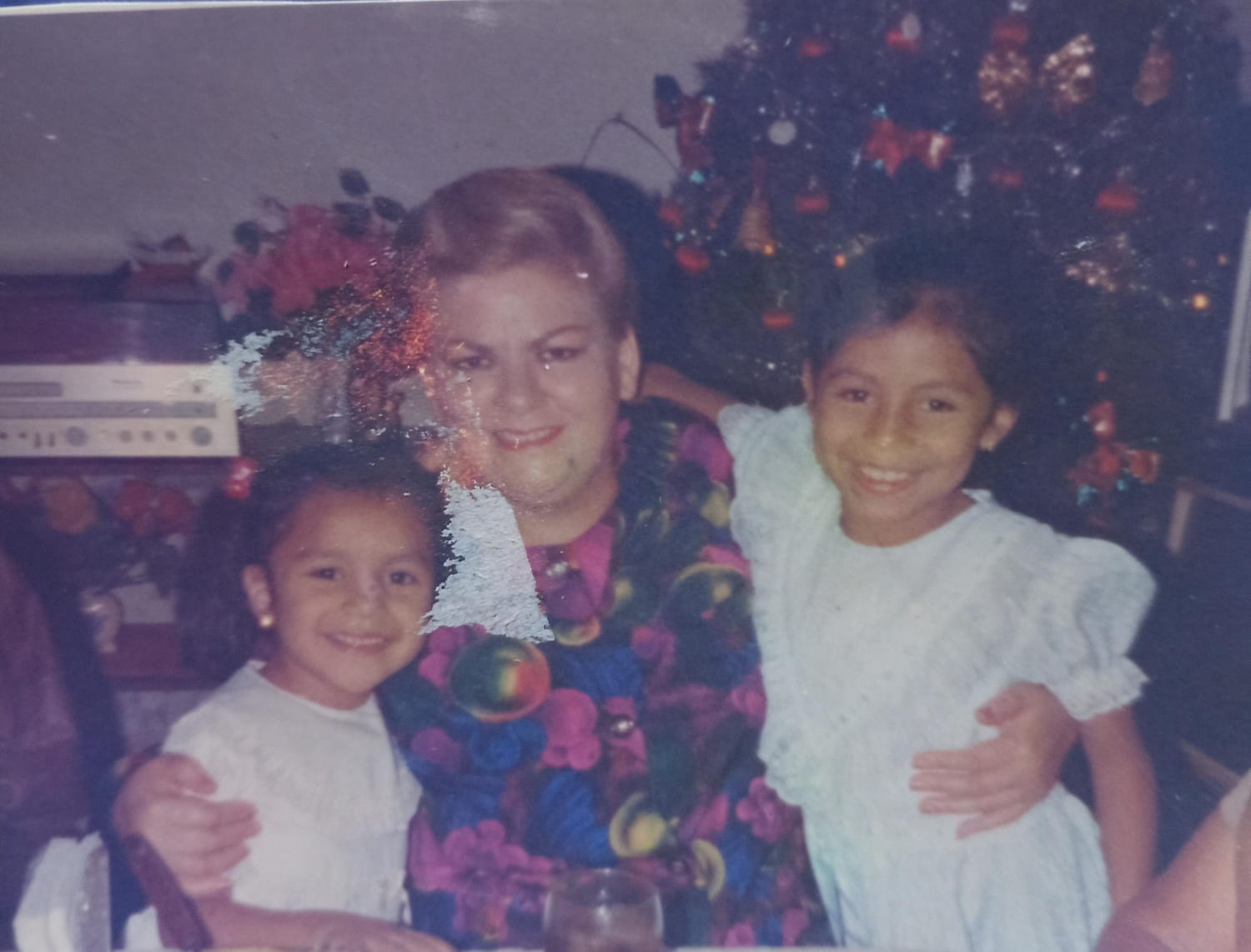
Paquita en Actopan Veracruz 1994.

| Año  | Título álbum                                     |
| ---- | ------------------------------------------------ |
| 1992 | Desquítate conmigo                               |
| 1995 | Dicen que tú                                     |
| 1995 | Te voy a recordar                                |
| 1995 | Paquita la del Barrio y sus boleros rancheros    |
| 1995 | Ni un cigarro                                    |
| 1995 | Invítame a pecar                                 |
| 1995 | Bórrate                                          |
| 1999 | Al cuarto vaso                                   |
| 2000 | Piérdeme el respeto                              |
| 2000 | El club de los inútiles                          |
| 2000 | Azul celeste                                     |
| 2001 | Taco placero                                     |
| 2001 | Duro y contra ellos                              |
| 2002 | Verdad que duele                                 |
| 2002 | Pa' puras vergüenzas                             |
| 2004 | Qué mamá tan chaparrita                          |
| 2004 | Falsaria                                         |
| 2004 | Frente a Frente                                  |
| 2004 | Frente a Frente Con Mariachi                     |
| 2004 | Para los inútiles                                |
| 2004 | ¿Me estás oyendo, inútil?                        |
| 2004 | Lámpara sin luz                                  |
| 2004 | La crema de la crema                             |
| 2005 | Qué Chulos Campos                                |
| 2005 | No me amenaces                                   |
| 2005 | Mi historia                                      |
| 2005 | Llorarás                                         |
| 2005 | En la bohemia                                    |
| 2006 | 20 éxitos                                        |
| 2006 | El estilo inconfundible de Paquita la del Barrio |
| 2007 | No chifle usted                                  |
| 2007 | Puro Dolor                                       |
| 2008 | Lo nuevo de Paquita la del Barrio                |
| 2008 | Las consentidas de Paquita la del Barrio         |
| 2008 | Las Mujeres Mandan                               |
| 2010 | Resultó vegetariano                              |
| 2011 | 40 Años Vivo Contenta                            |
| 2013 | Romeo y Su Nieta                                 |
| 2013 | Interpreta los Éxitos de Chelo Silva             |
| 2014 | Bohemia 1                                        |
| 2014 | Bohemia 2                                        |
| 2014 | Bohemia 3                                        |
| 2015 | No hay mujeres feas                              |
| 2015 | 45 años cantándole a los inútiles                |
| 2019 | Sí Tan Solo Pudiera                              |
| 2020 | Mi México Querido                                |

## Filmografía

### Cine
- Modelo antiguo (1992)
- Cansada de besar sapos (2006; ella misma)
- Paquita la del Barrio le canta a Pablo Escobar (2016; ella misma, cortometraje promocional de Netflix para Narcos)

### Televisión
- María Mercedes (1992; ella misma)
- Mujer, casos de la vida real (1993; capítulo: «Caminos cruzados»)
- Velo de novia (2003-2004; Antonia «Mamá Grande»)
- La familia P. Luche (2007; ella misma)
- Estrella2 (2014; ella misma)
- Amor de barrio (2015; participación especial)
- Rica, Famosa, Latina (2015; ella misma)
- Rata de dos patas, los amores de Paquita (2018)